# Samuel S. Taylor
Pour les articles homonymes, voir Samuel Taylor (homonymie) et Taylor.
Samuel S. Taylor, né le 11 octobre 1903 à New York, et mort le février 1994 en Californie, est un scénariste de radio et cinéma, et un écrivain américain de romans policiers.

## Biographie
Auteur de trois romans policiers (Sleep No More, No Head for Her Pillow, So Cold, My Be), il signe d'innombrables scripts pour la radio, ainsi que des nouvelles dans des magazines.
Après avoir quitté l'U. S. Coast Guard pour des raisons médicales en 1943, il devient consultant expert auprès du Corps des Transmissions (Signal Corps) pour ses films de formation. Il écrit de nombreux scripts pour l'armée américaine.

## Œuvre

### Romans

#### Sous son nom propre
- Sleep No More (1949)
- So Cold, My Bed (1953) Publié en français sous le titre Chaud-froid de volaille, Paris, Presses de la Cité, coll. Un mystère no 201, 1955
- No Head for Her Pillow (1954) Publié en français sous le titre Pas de tête pour son oreiller, Paris, Presses de la Cité, coll. Un mystère no 118, 1953

#### Sous le pseudonyme de Lehi Zane
- Brenda (1952)

### Nouvelles
- Summer is a Bad Time (1953) Publié en français sous le titre Vague de chaleur, Paris, Opta, Suspense no 12, mars 1957
- A Clear Picture (1954) Publié en français sous le titre À tue et à toi, Paris, Opta, Suspense no 17, août 1957 ; réédition Paris, Opta, L'Anthologie du Mystère no 22, 1976
- State Line (1954) Publié en français sous le titre Au fond de l'impasse, Paris, Opta, Suspense no 19, octobre 1957 ; réédition sous le titre À la limite de l'État, in Histoires de crimes parfaits, Paris, Presses Pocket no 3221, 1989
- The General Slept Here (1955) Publié en français sous le titre Le lit du Général, Paris, Opta, Suspense no 18, septembre 1957
- Dig It, Brother (1956)